# Nemexia (videójáték)
A Nemexia egy böngésző alapú, masszív multi-player online űrstratégiai játék. Minden játékos választhat egyet a három faj közül, és felfejlesztheti a saját , erős űrbirodalmát. A barátai segítségével meghódíthatja az Univerzumot a Legfelső Csillag Kapu (LCSK) megépítésével.

## Története
A Nemexia egy ingyenesen játszható böngésző alapú játék, amelyet 2009 szeptemberében mutattak be, kezdéskor kizárólag Bulgáriában. Egy bolgár vállalat fejlesztette és vezette be. XS Software. Ugyanezen év végén a játékot további 13 országban vezették be, több mint 120.000 regisztrált játékossal.

## Verziók
A játékban több nagy változtatás történt az évek során és ezek mindegyike különböző nevet kapott.
- Nemexia 2.0 - ‘‘‘Evolúció’’’[10][11][12] (2011) –Bemutatták az új parancsnoki egységet, az Admirálist, a parancsnoki hajókat és a teljesen átdolgozott játékfelületet.
- Nemexia 3.0 - ‘‘‘Apokalipszis’’’[13] (2012) – Bemutattak egy új idegen fenyegetést – a Renegátokat, az újfajta védelmi egységeket és a javított csatarendszert.
- Nemexia 4.0 - ‘‘‘Visszavágó’’’[14] (2013) – Bemutatásra kerültek az új tervrajzok a két új Parancsnoki hajóhoz és az Admirális felszerelés barkácsolásához.
- Nemexia 5.0 - ‘‘‘Felsőbbség’’’[15] (2014) – Bemutatták a Galaxis Arénát, egy hatalmas csatateret, az univerzumközi csaták helyszínét.

## Cselekmény
Sok évvel ezelőtt az emberiség felfedezte az űrutazást és döntött a galaxis felfedezése mellett. Egy kis csoportjuk “konföderációnak" hívta magát és felfedeztek egy ősi bolygót korlátlan nyersanyagokkal, ami segített nekik kifejleszteni a technikai képességeiket. Sok időbe telt nekik, de végül sikerült nekik létrehozni egy MI-t, amely kifejlesztette a saját szabad akaratát. Ezeket a teremtményeket "Tertetheknek" hívták. Az idő múlásával ezek a robotok segítettek mindenben a Konföderációnak. Felismerve a saját képességeiket a Tertethek megalakították az Uniót és külön váltak a Konföderációtól. Néhányan közülük segédként a mesterük mellett maradtak, de mások kíváncsiak voltak az univerzum többi részére ugyanúgy, mint a teremtőik. Távoli utazásaik során a Tertethek felfedeztek egy másik intelligens fajt a galaxisuk távoli végén. A rovarszerű lényeket, akiket "Noxisnak" hívnak. A Tertheretek és a Konföderáció a tudásszomjuktól elvakulva ne vették észre, hogy a Noxisok elkezdtek fejlődni. Mint sok más teremtmény, a Noxis paraziták voltak, gyanútlan forrásukhoz kapcsolódva lecsapolták az információkat és végül megelőzték a gazdáikat. A háború elkezdődött. A három faj állandó konfliktusban állt. A vége még messze volt és némely, kevésbé ellenséges száműzött közösség különvált a fajától. Szövetséget alakítottak és tudásukat arra használták, hogy végül megszökjenek. Segítheted a száműzötteket a küldetésükben.

## Játékmenet
A Nemexia egy kör alapú játék, ami azt jelenti, hogy miután a játékcélt elérték, minden játékos elölről kezdi és ismét verseng a dicsőségért.
Minden kör során a legfeljebb 6 bolygót lehet gyarmatosítani, és kiterjeszteni az űrbirodalmad több galaxison át. Minden bolygó külön fejleszthető támogatással, bányászattal vagy háborúval. Még ha el is veszik a csatában, új bolygót gyarmatosíthatsz és ismét kiválaszthatod a stratégiád.

### Fajok és egységek
A Nemexiában három különböző faj van: Emberek (Konfederáció), Robotok (Tertethek Uniója) és Rovarok/élő teremtmények (Noxis). Minden fajnak meg van a maga specifikus egységtípusa, egyedi képességekkel.
A hajók és védelmi egységek sokfélesége, lehetővé teszi, hogy válassz számos különféle csatastratégia közül. 7 típusú csatahajó van, 5-féle civil és egy szolgáltató hajó. Van még 7-féle védelmi egység, amelyeket a bolygóid védelmére vethetsz be, ha a hajóid küldetésen vannak. Ha nem vagy rajongója a harci egységeknek, megépítheted az egy vagy két bolygó pajzsot, amelyek megvédhetik a bolygóidat a gyengébb hajóktól és megelőzhetik a fosztogatásokat.

### Tudomány
22 különböző tudomány van, amelyek nagyban segítik a játékost a fejlődés adott pontjain. Mivel nagy távolság van a különböző bolygók között, a játékos növelheti a hajói sebességét akár 750%-ig, így gyorsabban elérheti a kívánt helyszínt. Vannak tudományok, amelyek növelik a nyersanyag és energia bevételt, további támadást vagy egészséget biztosítanak a játékos egységeinek vagy kinyitnak rejtett titkokat és terveket a mester egységek fejlesztéséhez.

### Szövetségek és csapatbolygók
Minden játékos csatlakozhat létező szövetséghez vagy alkothat saját szövetséget, 8 barátja segítségével más fajokból, és megalkothat egy erős Csapatbolygót. Ezekről a csapatbolygókról minden csapattag támadást intézhet a Nap ellen és megpróbálhat elnyerni egy kristályt. Mind a 10 kristály összegyűjtésével a játékos kinyit egy különleges épületet, amely lehetővé teszi számukra a játékcélért való versengést.